# Der Zerstreute
Der Zerstreute ist eine französische Filmkomödie aus dem Jahr 1970 mit Pierre Richard in der Hauptrolle, der zusammen mit André Ruellan auch das Drehbuch verfasste und erstmals selbst Regie führte.

## Handlung
Der hoffnungslos zerstreute Pierre Malaquet treibt als Angestellter einer Werbeagentur seinen Chef mit seinen verrückten, bisweilen makabren Ideen regelmäßig zur Verzweiflung. Da Agenturbesitzer Guiton jedoch bis über beide Ohren in Pierres Mutter verliebt ist, bleibt ihm nichts anderes übrig, als ihn weiter zu beschäftigen. Obwohl Malaquet bei der Arbeit stets nur mit den einfachsten Aufgaben betraut wird, sorgt er durch seine überschwängliche, oft tollpatschige Art für immer neue Verwicklungen und Irritationen selbst bei hochkarätigen Kunden der Agentur. So landet er aus Versehen auf einer Party im Haus des Unternehmers Gastier und unterhält dort die Gäste zunächst durch gut aufgelegtes Scherzen, der Abend endet jedoch katastrophal mit beträchtlichem Sachschaden.
Daraufhin wird Malaquet in das entlegenste Büro der Agentur verbannt. Dort trifft er auf den nicht minder zerstreuten Monsieur Klerdène und entwickelt für den Zahnpasta-Hersteller eine Werbekampagne, die für erhebliches Aufsehen sorgt. Malaquets nächste Werbeaktion mit dem Slogan Bravo Clistax! löst gar Tumulte auf den Straßen von Paris aus und zieht einen Polizei-Einsatz nach sich. Als Malaquet den Bogen endgültig überspannt und Guiton um den Ruf seiner Agentur und deren Existenz fürchten muss, feuert er Malaquet fristlos. Dieser hat mittlerweile sein Herz für Lisa, die Sekretärin seines Chefs, entdeckt und macht sich auf, ihr seine Liebe zu gestehen. Pierres Mutter kann Guiton schließlich überreden, ihrem Sohn noch einmal eine Chance zu geben und ihn zusammen mit Lisa zu einer Niederlassung der Agentur in die USA zu schicken. Auf dem Weg dorthin verlässt Malaquet kurz vor dem Start noch einmal die Maschine. Der Film endet mit einem Zitat aus Jean de La Bruyères Caractères, aus dem der Name der Hauptfigur Malaquet übernommen wurde, und zeigt einen verwirrt hinter dem Flugzeug herlaufenden Pierre Malaquet.

## Hintergrund
Der Zerstreute kam im Dezember 1970 in die französischen Kinos. Mit der Komödie gelang Pierre Richard der Durchbruch als Komiker. Der Film lief erst im August 1974 in der Bundesrepublik Deutschland an und wurde am 8. Februar 1975 im Programm der ARD erstmals im Fernsehen ausgestrahlt. Im Vor- und Abspann des Films komplettiert jeweils der Buchstabe „I“ in Gestalt einer Cartoonfigur die Schriftzüge mit den Namen der Mitwirkenden.

## Kritik
„Ein turbulentes Lustspiel in der Tradition der Slapstick-Komödien, das den Werberummel satirisch aufs Korn nimmt. Mit vielen Gags, aber streckenweise etwas flau und nicht ohne Längen.“

„Zu 85 Prozent mißlungen, der verbleibende Rest ist nicht genug, um den 90-Minuten-Film zu retten.“